# Yakhouba Diawara
Pour les articles homonymes, voir Diawara.
Yakhouba Diawara (né le 29 août 1982 à Paris) est un joueur international français de basket-ball. Il mesure 2,01 m pour 110 kg et joue aux postes d'arrière et d'ailier.
Après avoir commencé à jouer au basket-ball dans les équipes de jeunes à Tremblay-en-France et à Dijon, il poursuit sa carrière dans les championnats universitaires américains au Southern Idaho Junior College et à l'université Pepperdine. Non drafté par la NBA à l'issue de la saison 2004-2005, il retourne en Europe et joue successivement pour la JDA Dijon et le Fortitudo Bologne.
Il joue en NBA de 2006 à 2010 respectivement avec les Nuggets de Denver et le Heat de Miami avant de rejoindre la LegA, ligue italienne, à New Basket Brindisi puis Cimberio Varese.

## Biographie

### Équipes de jeunes en France
Yakhouba Diawara débute dans les équipes de jeunes à Tremblay-en-France. En 1998, à l'âge de 16 ans, il rejoint l'équipe de Dijon. Deux ans plus tard, il est titulaire au sein de l'équipe de France juniors qui remporte le championnat d'Europe 2000 de cette catégorie d'âge (les autres titulaires étant Tony Parker, Boris Diaw, Mickaël Piétrus et Ronny Turiaf). En 2002, il participe aux championnats d'Europe espoirs en Lituanie avec l'équipe de France.

### Carrière universitaire
Il rejoint ensuite le Southern Idaho Junior College afin de progresser et d'apprendre l'anglais. Au bout de deux ans en Junior College, il décide d'aller jouer à l'université Pepperdine, qu'il préfère à DePaul, Florida State, Minnesota, North Carolina et St. John's. Au début de la saison universitaire de basket-ball 2003-2004, la NCAA enquête sur son transfert pendant plusieurs mois (ce qui lui fait manquer dix-huit matchs) et finit par le suspendre pour deux matchs. Il est ensuite immédiatement titulaire. Il devient très rapidement un joueur important de l'effectif et est reconnu comme un des meilleurs joueurs de sa conférence (la West Coast Conference). Malgré avoir joué peu de matchs, il est nommé co-MVP (i. e. meilleur joueur de la saison) et meilleur nouveau joueur de son équipe. La saison suivante, il joue avec une entorse de la cheville et connaît une saison moyenne. Paul Westphal, son entraîneur à Pepperdine, trouve qu'il lui « rappelle un peu Dan Majerle ».

### Carrière professionnelle
La saison 2005-2006 marque un tournant dans sa carrière. À la fin de sa carrière universitaire, Diawara n'est pas considéré comme l'un des 100 joueurs les plus prometteurs pour la NBA et n'est pas sélectionné lors de la draft 2005. Il participe à une ligue d'été avec le Heat de Miami durant laquelle il effectue quelques bonnes prestations mais est recalé avant le début de la saison. Il rejoint alors la JDA Dijon. Il y joue 22 matchs et est sélectionné au All-Star Game français en décembre 2005. Au milieu de la saison, il est recruté par le Fortitudo Bologne avec lequel il dispute 25 matchs. Ses statistiques y sont de 11,3 points à 54,8 %, 2,8 rebonds en 22 minutes de jeu (ou 10,6 points, 3,8 rebonds). Ses performances en playoffs (10,8 points et 3,4 rebonds en moyenne) lui valent l'attention des recruteurs de la NBA.
Durant l'été 2006, il participe à une ligue d'été avec les Nuggets de Denver. Il marque 11,8 points à 55 % aux tirs en 23 minutes de jeu par match. Il signe finalement un contrat de deux ans avec Denver pour 1,1 million de dollars, malgré des approches des Mavericks de Dallas. Il refuse à cette occasion un contrat de 1,8 million de dollars que Dallas lui proposait car il avait conclu un accord verbal avec Denver auparavant. L'allier (2,01 m pour 102 kg) devient donc le deuxième joueur français à évoluer dans cette équipe après Tariq Abdul-Wahad et le dixième joueur français à évoluer en NBA.

#### Carrière en NBA
Diawara est un joueur apprécié par l'entraîneur de Denver, George Karl, notamment car il travaille et joue dur. George Karl dit de lui lors de la conférence de presse précédant la saison 2006-2007 :
« Yakhouba est un gars que nous avons amené dans notre équipe de Summer League et qui fut très, très, très impressionnant et nous avons immédiatement essayé de lui faire signer un contrat et nous sommes mis d'accord avec lui. Je pense que la meilleure manière de l'expliquer est de dire qu'il est candidat pour jouer dès l'engagement des matchs de l'équipe. C'est un jeune qui, à mon avis, aime la compétition, aime jouer en défense et qui s'améliore chaque jour en attaque, même si c'est probablement son point faible. Grâce à sa rudesse et son goût de la compétition, il aura l'occasion de jouer. Notre meilleur défenseur de l'année dernière, Greg Buckner, a signé avec Dallas et nous espérons que Yakhouba puisse le remplacer en tant que joueur spécialisé dans la défense et, souhaitons le, devienne meilleur offensivement »
Yakhouba Diawara est considéré en NBA comme un spécialiste de la défense, son jeu offensif restant largement à perfectionner. Selon John Hollinger, journaliste à ESPN, Diawara doit perfectionner ses capacités offensives car il risque de perdre sa place dans l'équipe dans le cas contraire. Son adresse au tir, inférieure à 40 %, doit notamment être améliorée.
Yakhouba Diawara est peu utilisé durant sa première saison en NBA. Il joue une vingtaine de minutes par match durant les quatre premiers mois de la saison, mais le retour de Carmelo Anthony de suspension et l'arrivée d'Allen Iverson réduisent ensuite son temps de jeu de moitié,. Lors de l'inter-saison 2008, Yakhouba Diawara signe chez le Heat de Miami. Il reste sur le banc la grande majorité du temps et notamment lors de la saison 2009-2010 où il ne joue que 44 minutes pour 5 points marqués.

#### Retour en Europe

##### New Basket Brindisi (2010-2011)
Le 22 juillet 2010, il s'engage avec le New Basket Brindisi en Italie. Ses statistiques sur la saison sont de 13,6 points, 4,5 rebonds et 1,1 passe en 34 minutes 8. Toutefois, son club ne parvient pas à assurer son maintien dans l'élite.

##### Cimberio Varese (2011-2013)
Yakhouba Diawara ambitionne alors de retourner en NBA mais le lockout l'oblige à réviser ses projets. En juillet, il signe pour un autre club de LegA, le Cimberio Varese.

##### BCM Gravelines-Dunkerque (2013-2014)
Le 13 septembre 2013, il fait son retour en France en s'engageant avec le BCM,. En février 2014, il est mis à pied 5 jours par son club pour avoir critiqué publiquement des meneurs de l'équipe et « nuit à la cohésion du groupe ». Le 10 mars 2014, le BCM et Diawara décident de rompre le contrat qui les unit.

##### Pallacanestro Varèse (2014-2015)
Le 21 août 2014, il retourne au Pallacanestro Varèse.

##### CSP Limoges (2015-2016)
Le 2 novembre 2015, il signe au Limoges CSP.

##### Juvecaserta Basket (2017)
Testé du 2 au 5 janvier 2017, il signe en Italie au Juvecaserta Basket.
Entre le 23 août et le 20 septembre 2017, il participe à la Champions League aux États-Unis.

##### Pistoia Basket 2000 (2017-2018)
Le 18 décembre 2017, il signe au Pistoia Basket 2000.

##### ESSM Le Portel (sept.-déc.2018)
Le 23 septembre 2018, il revient en France et signe chez l'ESSM Le Portel en tant que pigiste médical de Jeffrey Crockett. Le 8 décembre 2018, il est libéré par Le Portel à la suite du retour de blessure de Crockett ; en 9 matches, il a des moyennes de 4,6 points (à 32 % de réussite aux tirs) en 17 minutes par match.

## Statistiques
| Saison                      | Équipe                 | Pays       | Championnat      | Matchs                             | Minutes                                | Points                                | Rebonds                               | Passes                                |
| 1998 - 1999                 | JDA Dijon              | France     | Espoirs          |                                    |                                        |                                       |                                       |                                       |
| 1999 - 2000                 | JDA Dijon              | France     | Espoirs          |                                    |                                        |                                       |                                       |                                       |
| 2000 - 2001                 | JDA Dijon              | France     | Espoirs et Pro A |                                    |                                        |                                       |                                       |                                       |
| 2001 - 2002                 | Southern Idaho         | États-Unis | JC               | 31                                 |                                        | 8,3                                   | 6,2                                   |                                       |
| 2002 - 2003                 | Southern Idaho         | États-Unis | JC               | 32                                 |                                        | 15,7                                  | 7,4                                   | 1,0                                   |
| 2003 - 2004                 | Pepperdine             | États-Unis | NCAA             | 14                                 | 34,0                                   | 18,9                                  | 6,6                                   | 0,8                                   |
| 2004 - 2005                 | Pepperdine             | États-Unis | NCAA             | 31                                 | 31,9                                   | 14,0                                  | 5,7                                   | 1,1                                   |
| 2005 - Février 2006         | JDA Dijon              | France     | Pro A            | 22                                 | 30,7                                   | 16,0                                  | 5,5                                   | 1,5                                   |
| Février 2006 - Juillet 2006 | Fortitudo Bologne      | Italie     | LegA             | 25                                 |                                        | 10,6                                  | 3,8                                   |                                       |
| 2006 - 2007                 | Nuggets de Denver      | États-Unis | NBA              | 64 (saison régulière) 1 (playoffs) | 18,4 (saison régulière) 1,0 (playoffs) | 4,4 (saison régulière) 0 (playoffs)   | 1,7 (saison régulière) 0 (playoffs)   | 0,9 (saison régulière) 0 (playoffs)   |
| 2007 - 2008                 | Nuggets de Denver      | États-Unis | NBA              | 54 (saison régulière) 3 (playoffs) | 10,1 (saison régulière) 3,0 (playoffs) | 2,8 (saison régulière) 1,3 (playoffs) | 1,1 (saison régulière) 0,3 (playoffs) | 0,7 (saison régulière) 0,0 (playoffs) |
| 2008 - 2009                 | Heat de Miami          | États-Unis | NBA              | 63 (saison régulière) 5 (playoffs) | 13,5 (saison régulière) 4,2 (playoffs) | 3,4 (saison régulière) 0,4 (playoffs) | 1,3 (saison régulière) 1,0 (playoffs) | 0,4 (saison régulière) 0,0 (playoffs) |
| 2009 - 2010                 | Heat de Miami          | États-Unis | NBA              | 6 0 (playoffs)                     | 7,3 0 (playoffs)                       | 0,8 0 (playoffs)                      | 0,7 0 (playoffs)                      | 0,5 0 (playoffs)                      |
| 2010 - 2011                 | New Basket Brindisi    | Italie     | LegA Basket      | 30                                 |                                        | 13,6                                  | 4,5                                   |                                       |
| 2011 - 2012                 | Pallacanestro Varese   | Italie     | LegA Basket      | 36                                 |                                        | 15,2                                  | 5,2                                   |                                       |
| 2012 - 2013                 | Reyer Maschile Venezia | Italie     | LegA Basket      | 33                                 |                                        | 13,1                                  | 4,8                                   |                                       |
| 2013 - 2014                 | Gravelines Dunkerque   | France     | Pro A            | 13                                 | 26                                     | 11.9                                  | 3.5                                   | 0.8                                   |

## Palmarès

### Club
- Coupe de France : 2006

### Sélection nationale
- Médaille d'or au Championnat d'Europe Junior 2000 avec l'équipe de France junior à Zadar (Croatie)
- Médaille de bronze au Championnat d'Europe Espoirs 2002 avec l'équipe de France espoir (U20) à Vilnius (Lituanie)

### Distinctions personnelles
- Distingué dans la Second team all-region des championnats junior college au terme de la saison 2002-2003[36]
- Distingué en tant que All-West Coast Conference (WCC) au terme de la saison universitaire 2003-2004[36]
- Participe au All-Star Game du championnat de France Pro A durant la saison 2005-2006.
- International : A[37]